# Osiedle Złotego Wieku

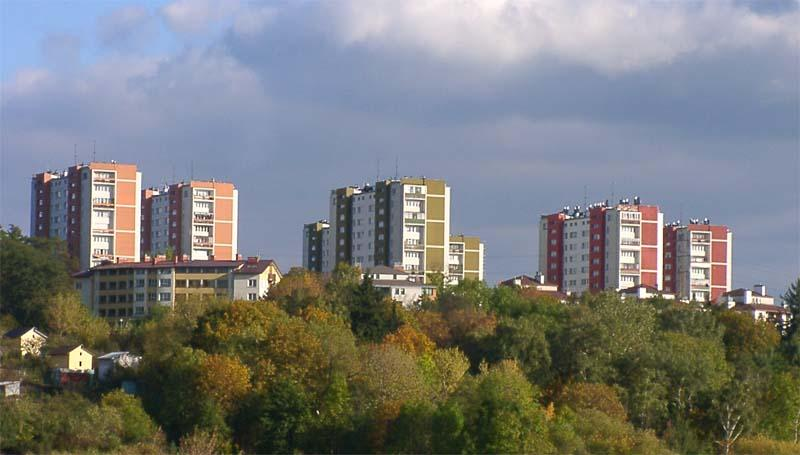
Wieżowce na osiedlu, widok od strony Cmentarza Prądnik Czerwony

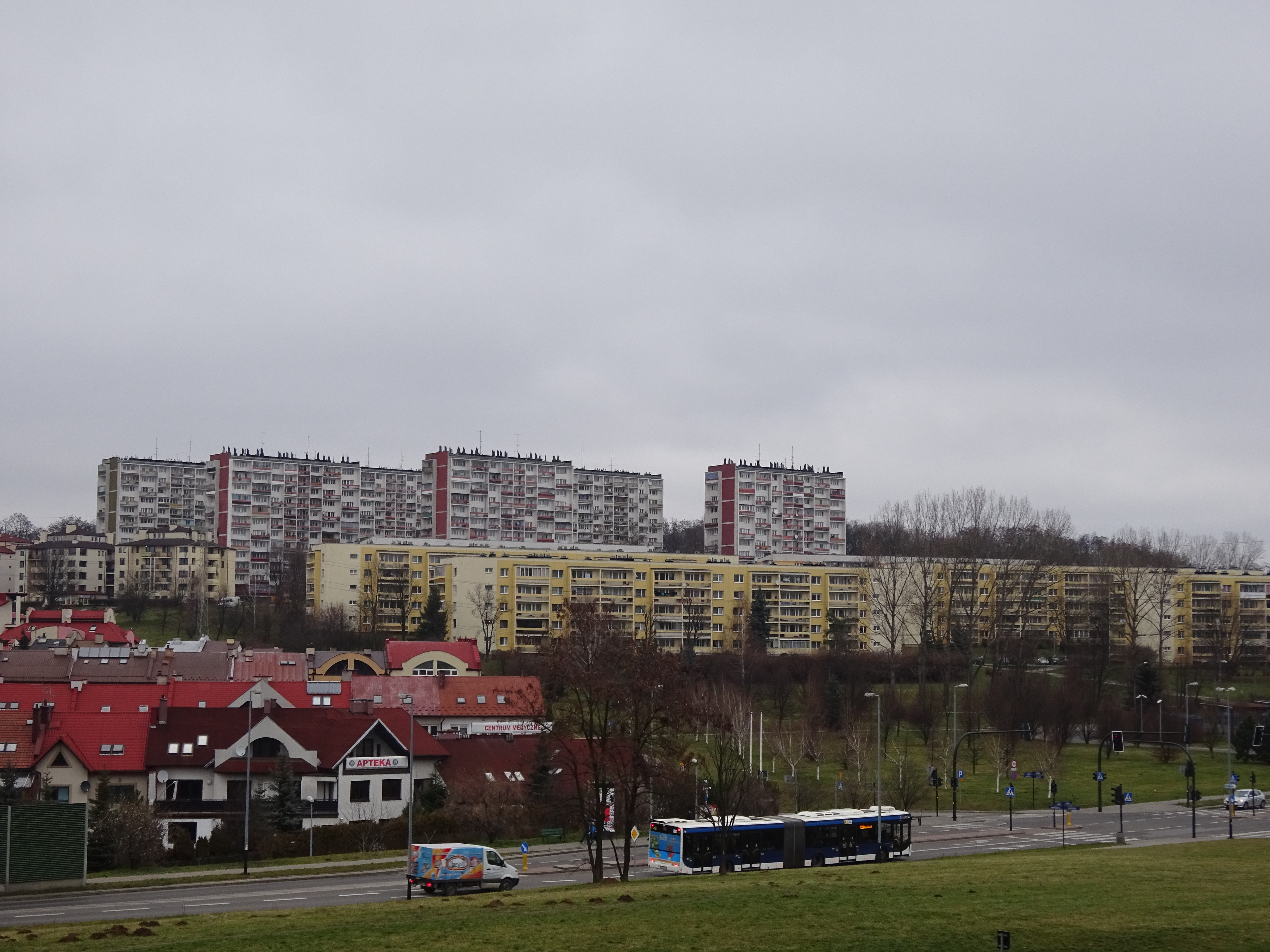
Widok na Osiedle Złotego Wieku z osiedla Oświecenia

Osiedle Złotego Wieku – osiedle w Krakowie w Dzielnicy XV Mistrzejowice, niestanowiące jednostki pomocniczej niższego rzędu w ramach dzielnicy.

## Historia
Osiedle Złotego Wieku stanowi część założenia architektoniczno-urbanistycznego Mistrzejowic, które w zamierzeniu miało stanowić rozbudowę ówczesnej dzielnicy Nowa Huta. Zespół Mistrzejowic powstał na drodze konkursu architektonicznego, rozstrzygniętego w 1963 roku. Zwyciężył projekt przygotowany przez zespół prof. Witolda Cęckiewicza, z którym współpracowali Maria Czerwińska - autorka szczegółowych projektów urbanistycznych, Jerzy Gardulski i Maria Rekaszys. Projekty poszczególnych budynków sporządzili Maria i Jerzy Chronowscy, z którymi współpracowali Tadeusz Bagiński, Stefan Golonka, Ewa Podolak i Olgierd Krajewski. Całe założenie było projektowane dla ok. 40 tys. mieszkańców. Zespół urbanistyczny Mistrzejowic powstawał niejako w odpowiedzi na krytykę projektu realizowanych wówczas już od jakiegoś czasu Bieńczyc Nowych, które charakteryzowały się dominującymi w pejzażu dzielnicy, podłużnymi, dziesięciopiętrowymi wieżowcami, a przez to monumentalną skalą i koszarową kompozycją zabudowy. Projekt dla Mistrzejowic zakładał mniejszą skalę zabudowy, która miała wpisywać się w naturalne, pagórkowate ukształtowanie terenu, gdzie wysokość terenu rośnie w kierunku północnym. Podstawę koncepcji urbanistycznej założenia miało stanowić drzewo, gdzie z jednego pnia, czyli głównej, szerokiej ulicy Srebrnych Orłów, wyrastają dwie główne gałęzie, czyli ulice ks. Jancarza oraz Piasta Kołodzieja - wzdłuż tych ulic poprowadzone zostały ciągi komunikacji tramwajowej w dzielnicy do pętli „Mistrzejowice” oraz „Os. Piastów”. Z kolei z tych ulic „gałęzi” wyrastają następne w formie już osiedlowych ulic wewnątrz rozplanowanych między głównymi ulicami, czterech osobnych podzespołów mieszkaniowych, późniejszych osiedli. W dolnych częściach każdego z tych podzespołów rozplanowano tarasowo, równolegle do siebie ułożone, podłużne, czteropiętrowe bloki o południowej ekspozycji elewacji, które w koncepcji drzewa mają symbolizować liście. Powyżej zaplanowano mniejsze powierzchniowo bloki: czteropiętrowe „puchatki” oraz dziesięcio- i jedenastopiętrowe m.in. „punktowce”, mające symbolizować owoce. Uzupełnieniem całości zespołu miały być pawilony handlowo-usługowe. Pierwotnie czterem podzespołom mieszkaniowym Mistrzejowic planowano nadać nazwy nawiązujące do czterech pór roku, czyli Osiedle Wiosenne, Letnie, Jesienne i Zimowe. Ostatecznie otrzymały one nazwy kolejno: Tysiąclecia, Złotego Wieku, Bohaterów Września i Piastów. Realizacja zespołu urbanistycznego Mistrzejowic odbyła się w latach 1968-1982.

## Usytuowanie i rozplanowanie
Osiedle Złotego Wieku charakteryzuje się układem urbanistycznym wpisanym w otoczenie zrealizowanego w latach 1883–1885 Fortu Batowice. Tworzy go dwadzieścia dziewięć czteropiętrowych, podłużnych bloków, wpisanych w narastającą wysokość wzniesienia, usytuowanych w ośmiu rzędach i czterech szeregach, które zdają się otaczać ulokowany wyżej fort od południa łukiem. Powyżej tego układu rozplanowano zespół dwunastu czteropiętrowych, jednoklatkowych bloków tzw. „puchatków”, stanowiących dopełnienie zabudowy osiedla od wschodniej strony fortu. Budynki zaprojektowane przez Marię i Jerzego Chronowskich otrzymały w 1971 roku tytuł Mister Krakowa - nagrodę przyznawaną za najlepsze architektoniczne realizacje w mieście. Od zachodniej strony fortu projektanci przewidzieli osiem jedenastopiętrowych wysokościowców, które jednocześnie są jednymi z najwyżej położonych budynków mieszkalnych Krakowa, z których rozciąga się widok na cały Kraków, a w słoneczne dni spoglądając na południe, można dostrzec Babią Górę, Chorągwicę, a nawet Tatry.
Urbanistyczną „bramę” do osiedla stanowi podłużny zespół piętrowych pawilonów handlowo-usługowych przy ulicy ks. Jancarza, zrealizowany w latach 1970–1971 według projektu Olgierda Krajewskiego. Drugi zespół budynków usługowych znajduje się w środku osiedla, powyżej części zabudowanej blokami czteropiętrowymi, a poniżej fortu. Na ów zespół składają się dwie szkoły: Szkoła Podstawowa nr 85 im. ks. Kazimierza Jancarza i Szkoła Podstawowa nr 77 im. św. Maksymiliana Marii Kolbego, oraz położone pomiędzy nimi Przedszkole Samorządowe nr 131 i pawilon edukacyjno-kulturalny mieszczący m.in. Klub Kuźnia Ośrodka Kultury im. Cypriana Kamila Norwida.
Do osiedla przylegają również dwa założenia parkowe: od wschodu Planty Mistrzejowickie, oddzielające Osiedle Złotego Wieku od Osiedla Bohaterów Września oraz park otaczający Fort Batowice.
Na osiedlu znajduje się również Pomnik Jana Kochanowskiego, autorstwa Janusza Danielaka z 1974 roku, na którym napisy z brązu wylał Andrzej Heród, jeden z członków Rady Osiedlowej. Związek między nazwą osiedla a Kochanowskim jest oczywisty. Poeta tworzył i żył w okresie Złotego Wieku kultury polskiej.

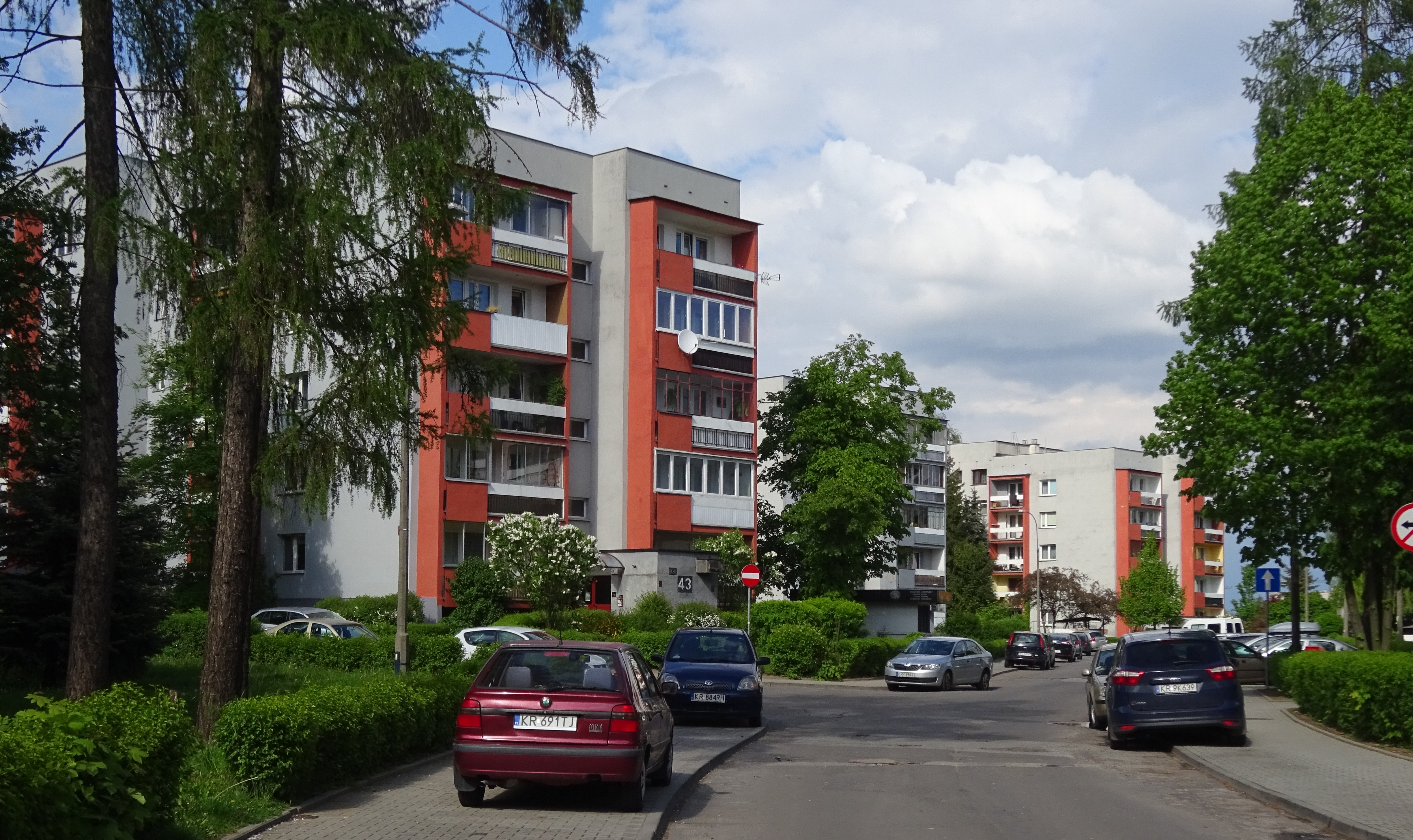
Bloki „puchatki” na osiedlu, Mister Krakowa 1971
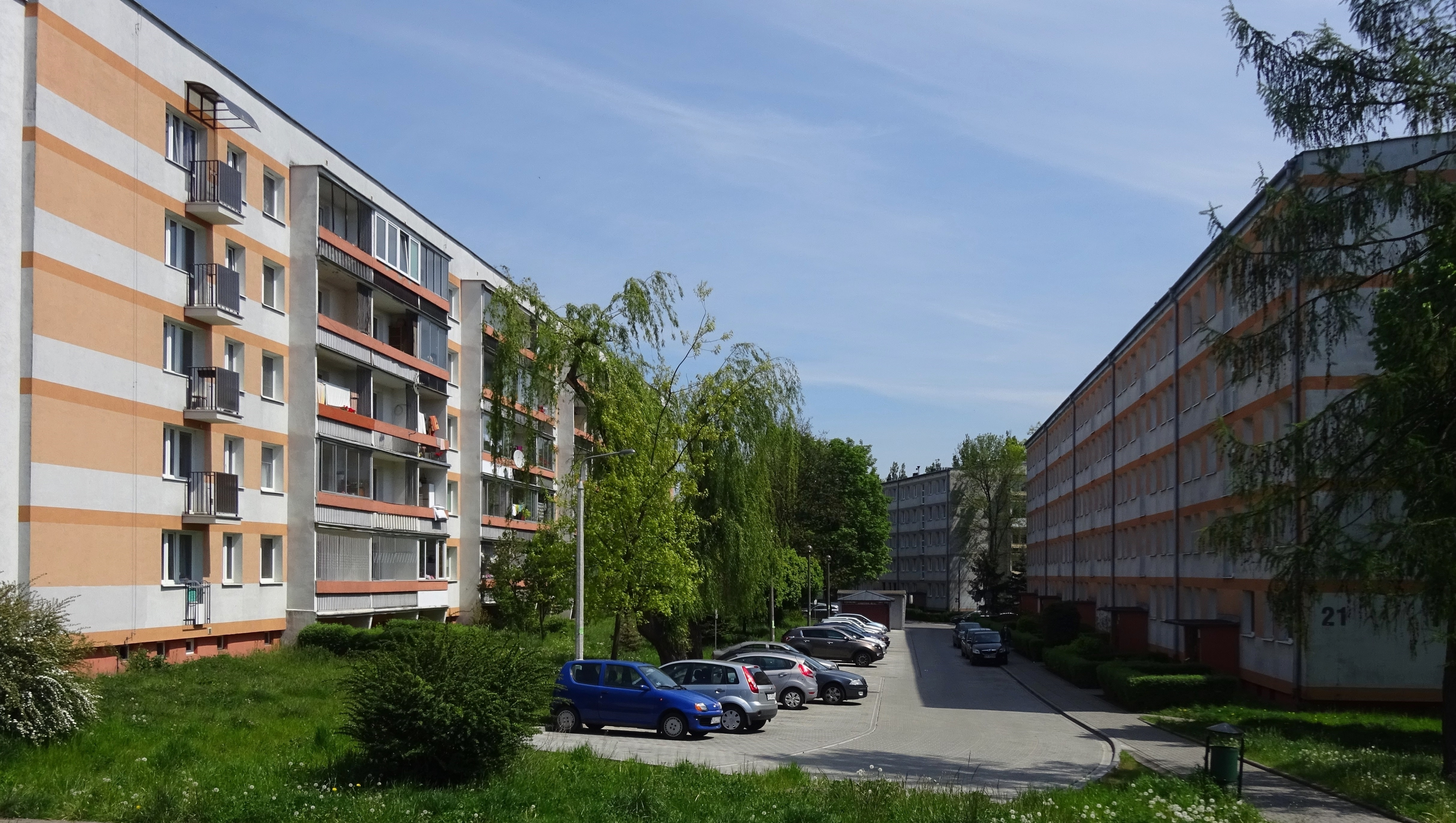
Bloki czteropiętrowe nr 18, 21 i 25 na osiedlu
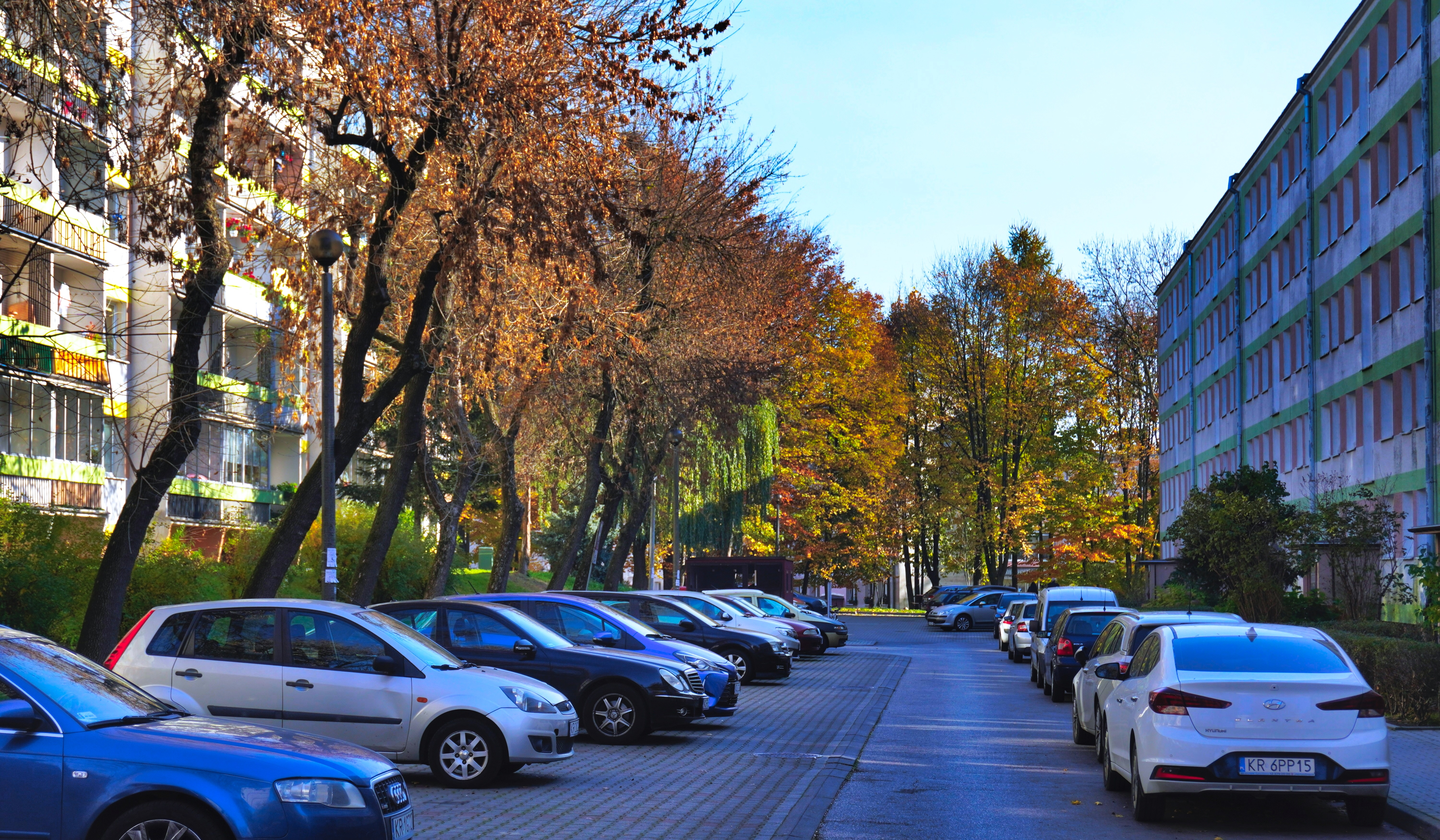
Wnętrze osiedla, os. Złotego Wieku 10 i 11
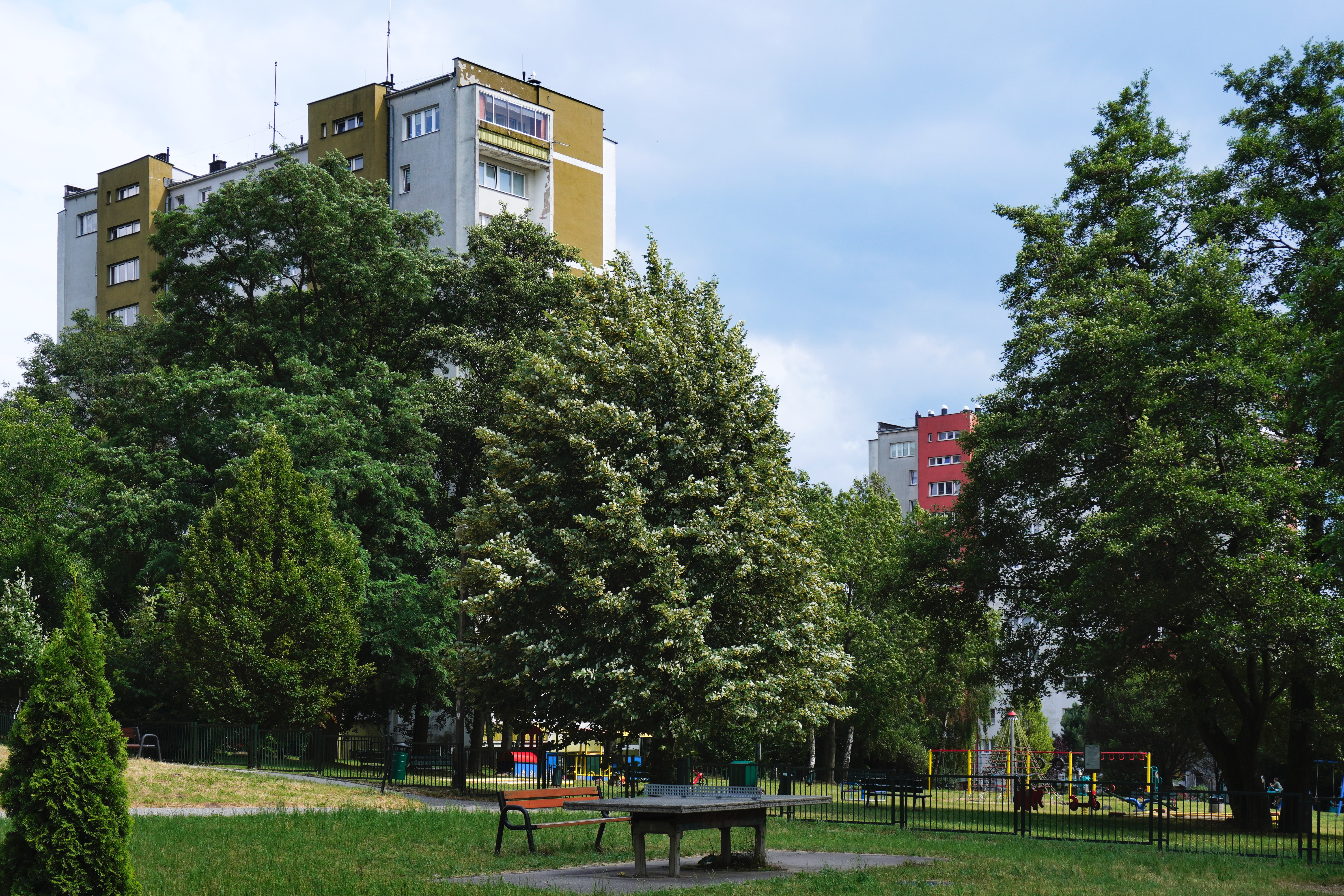
Wnętrze osiedla, plac zabaw, os. Złotego Wieku 64 i 53
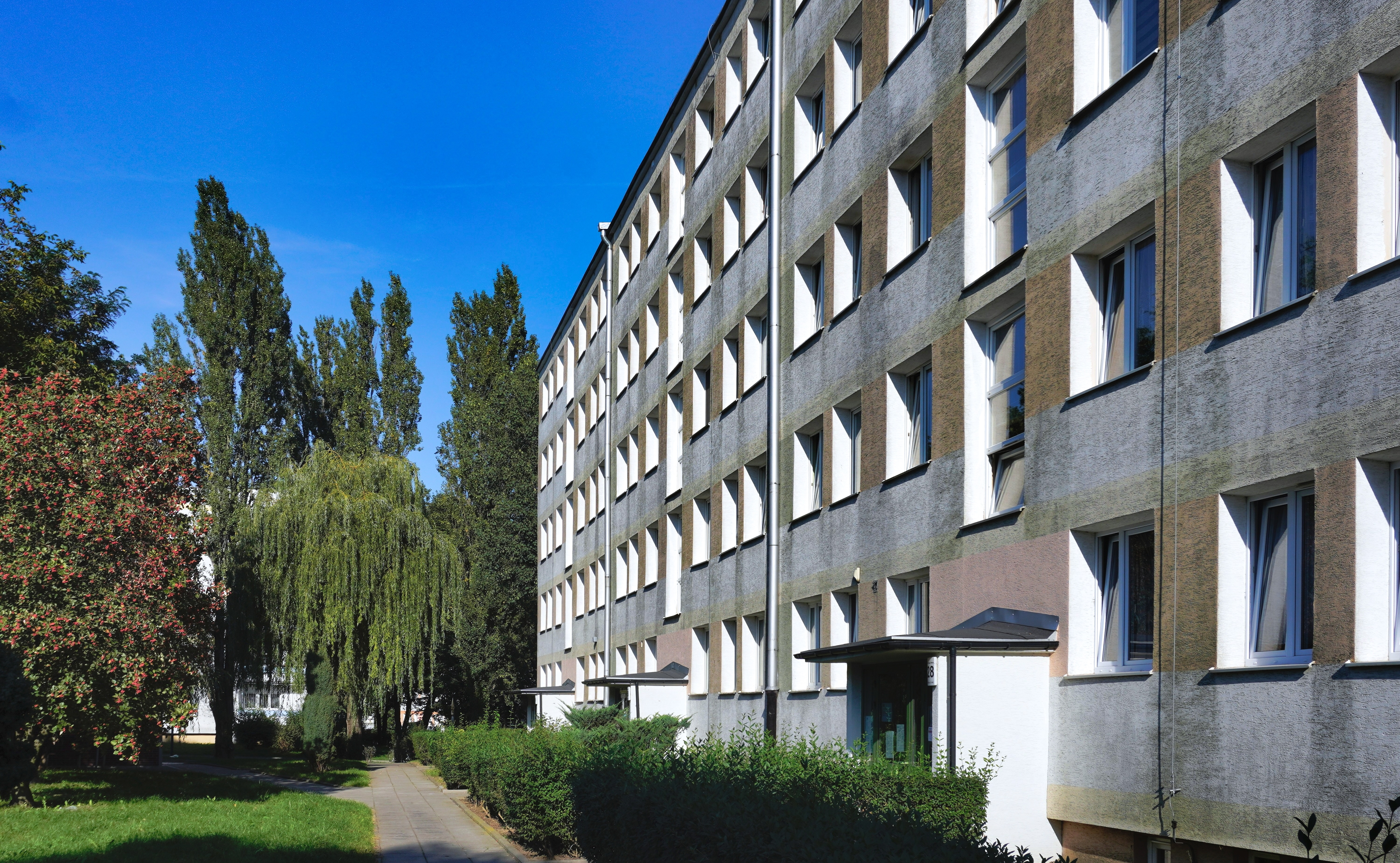
Wnętrze osiedla os. Złotego Wieku 28
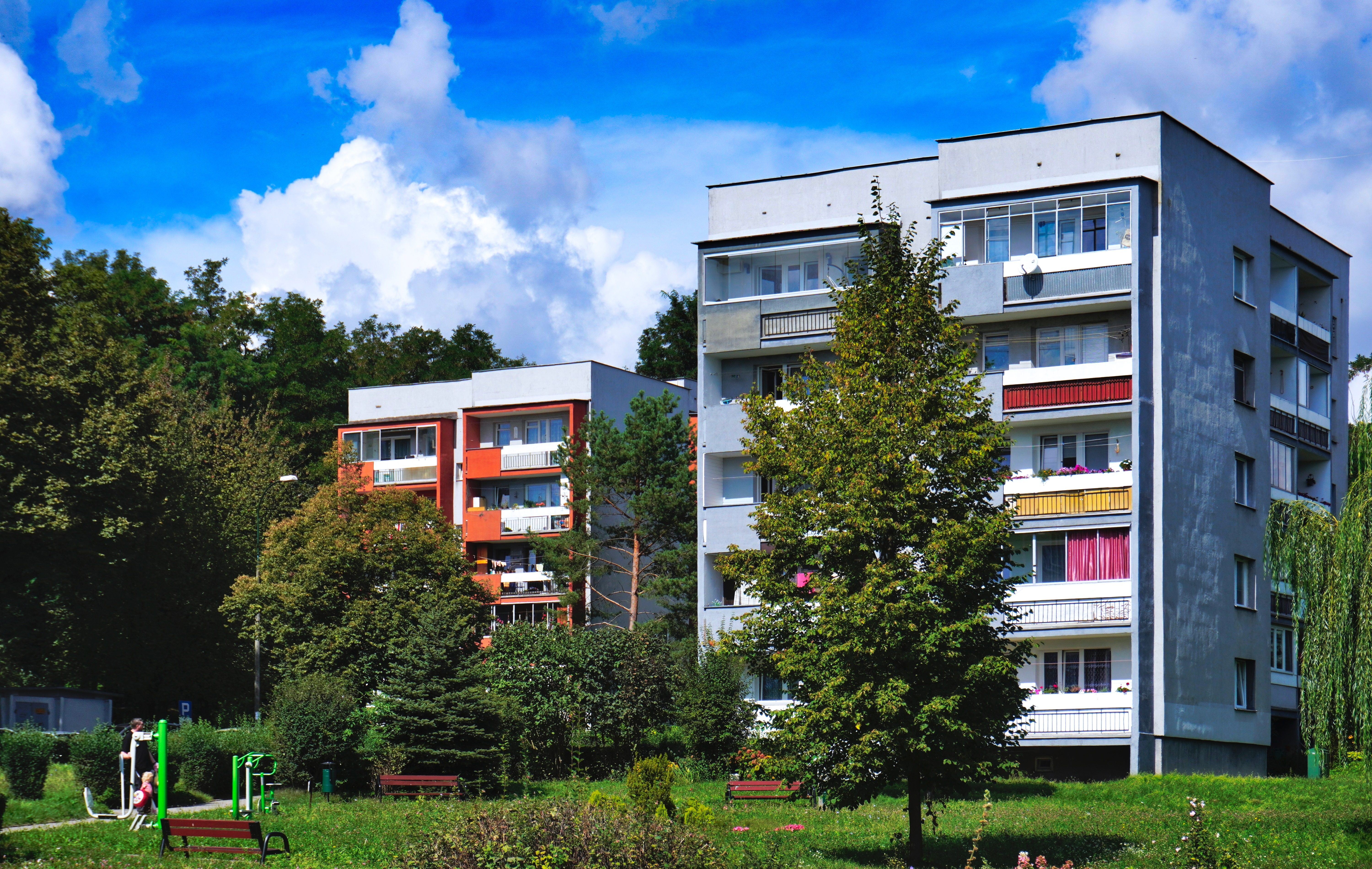
Wnętrze osiedla, os. Złotego Wieku 49 i 46
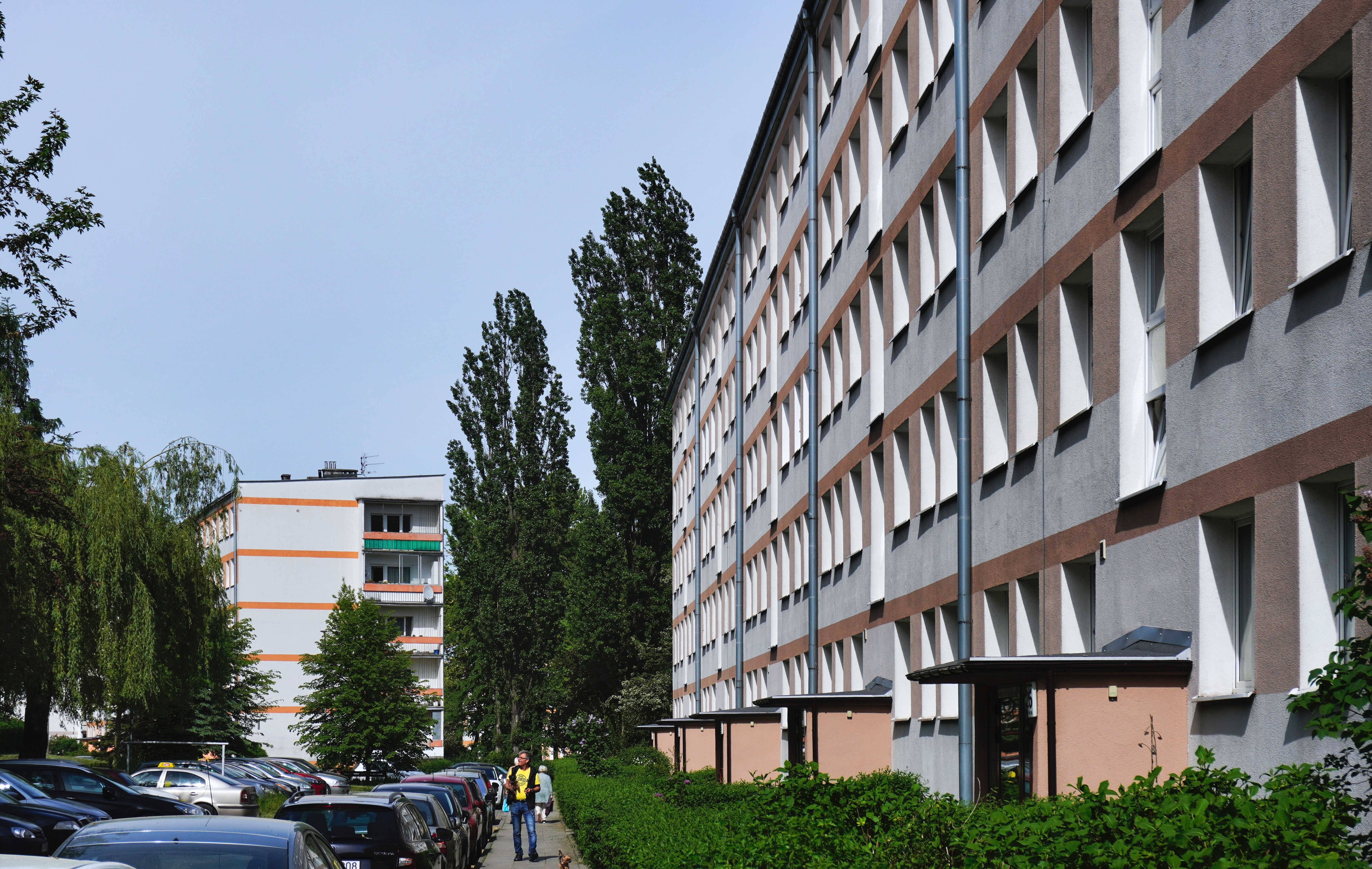
Wnętrze osiedla, os. Złotego Wieku 26 i 31
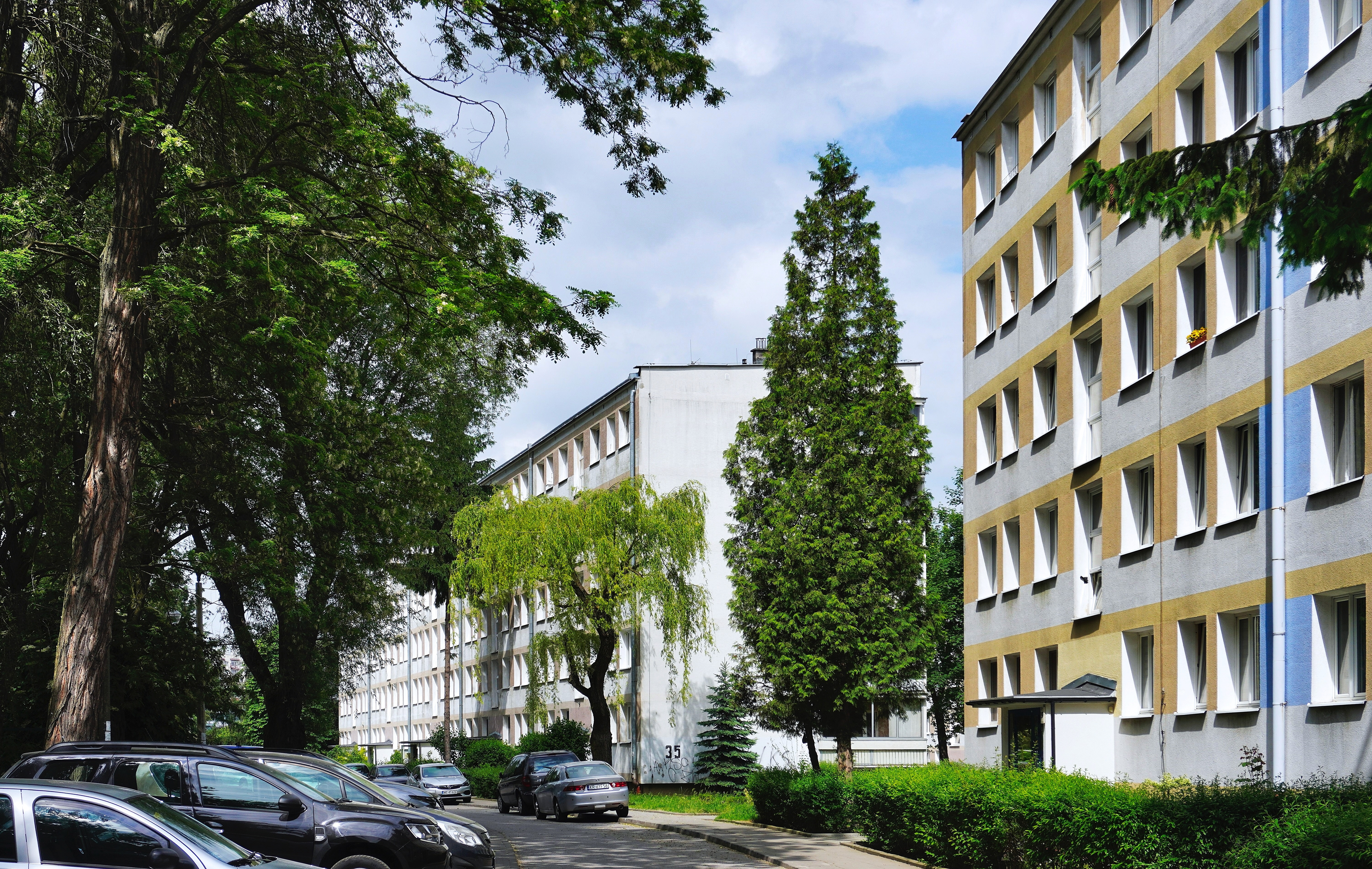
Wnętrze osiedla, os. Złotego Wieku 29 i 35
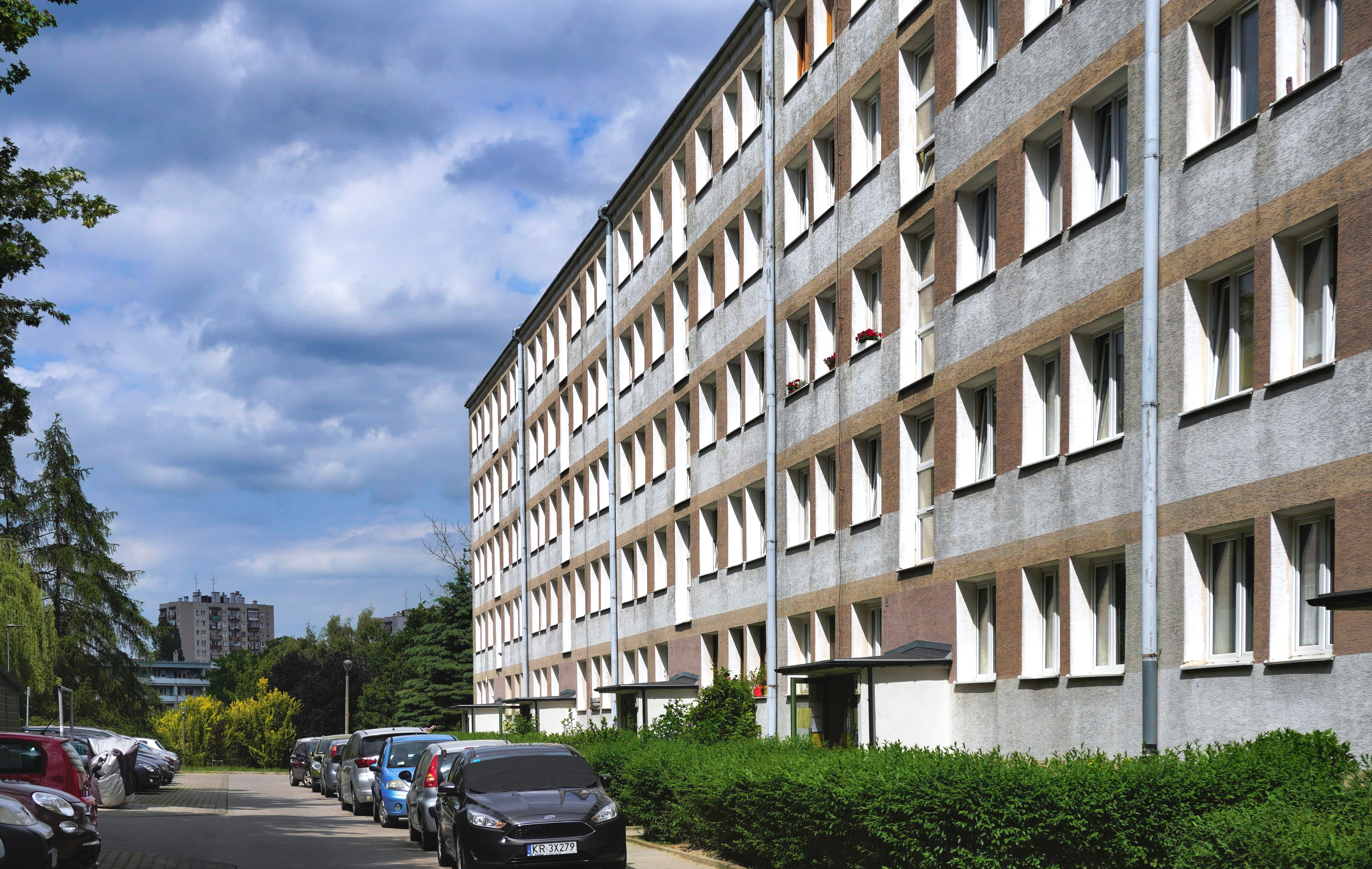
Wnętrze osiedla, os. Złotego Wieku 34
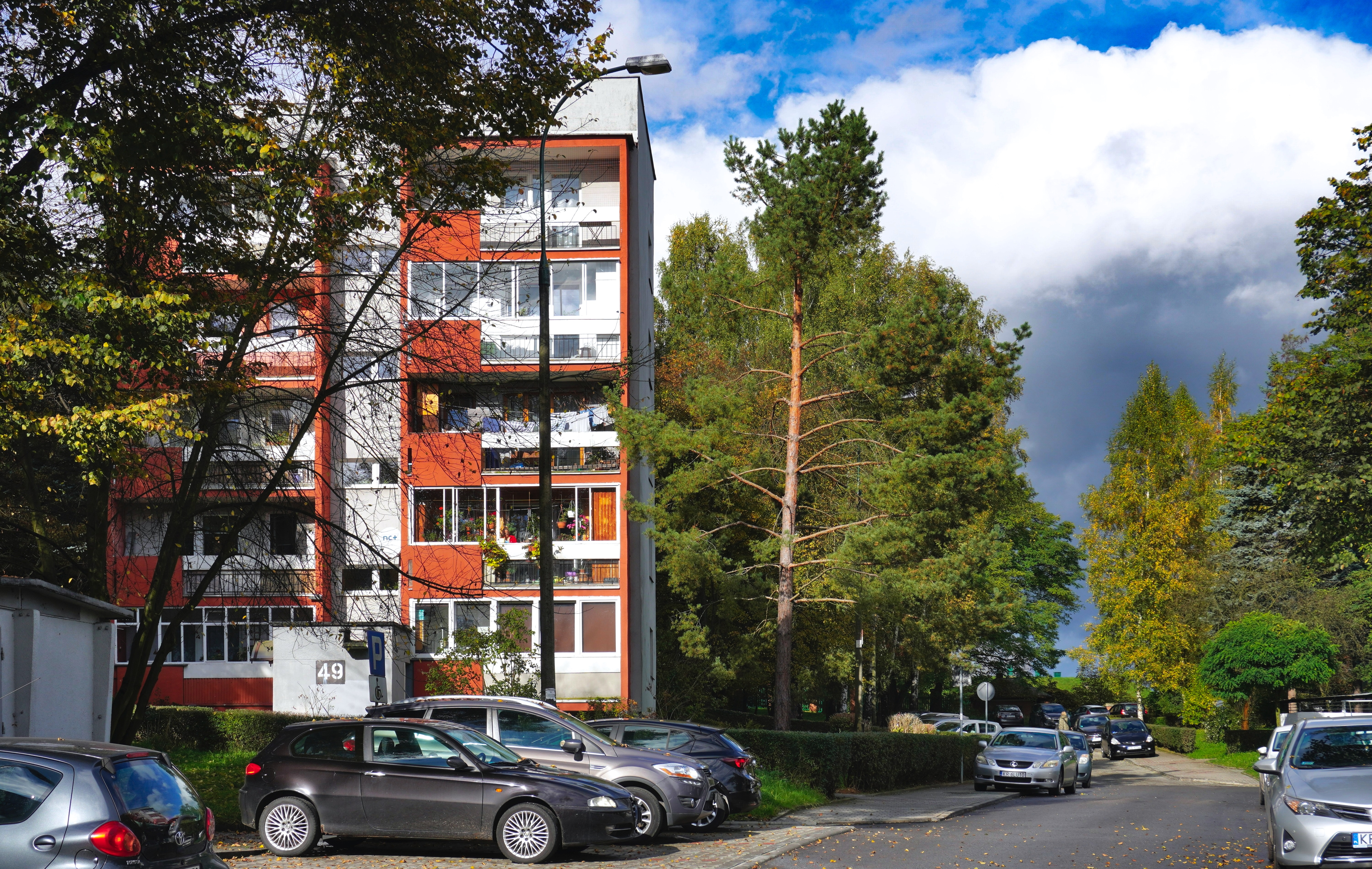
Wnętrze osiedla os. Złotego Wieku 49
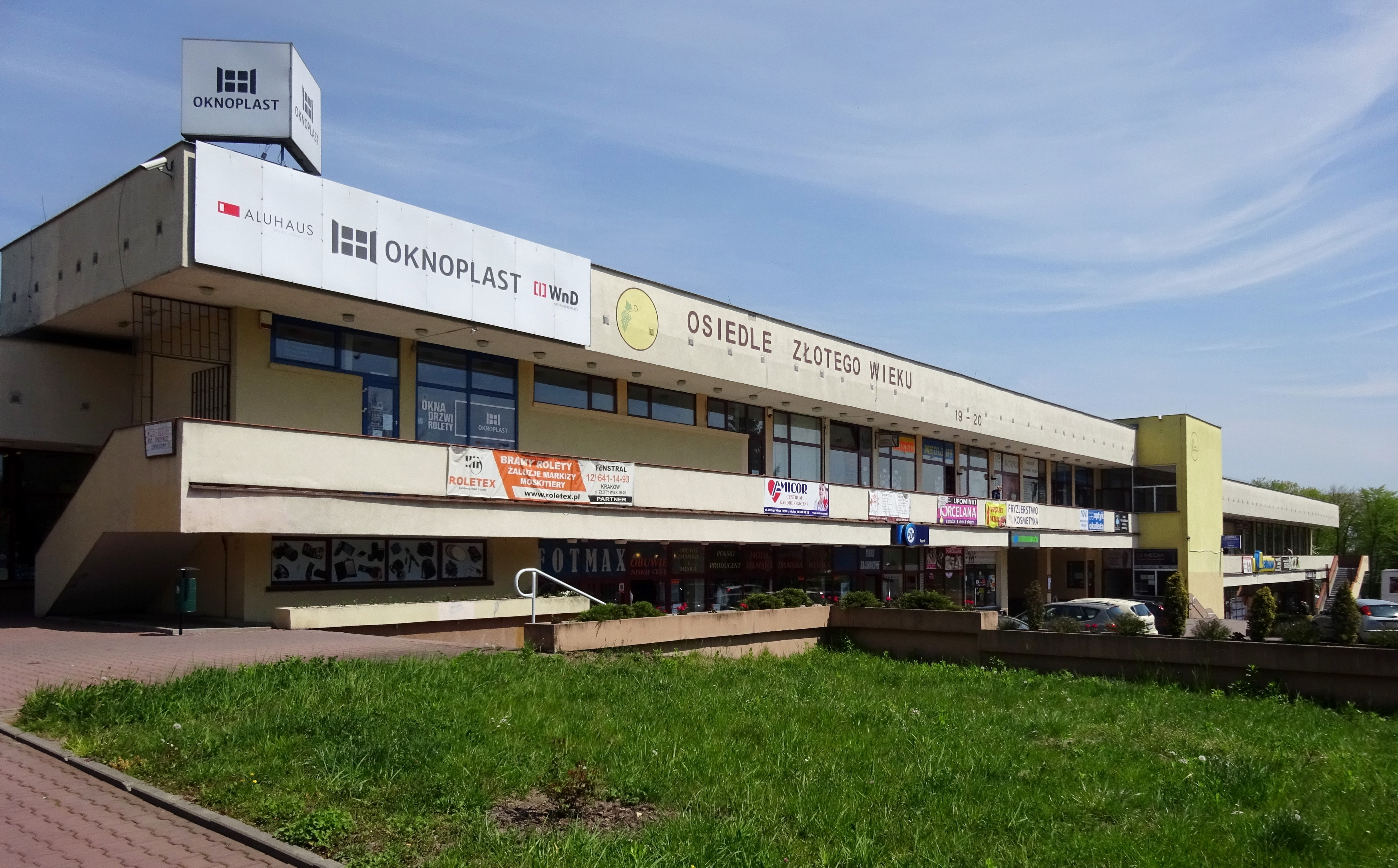
Zespół pawilonów handlowo-usługowych (proj. Olgierd Krajewski, 1970–1971)
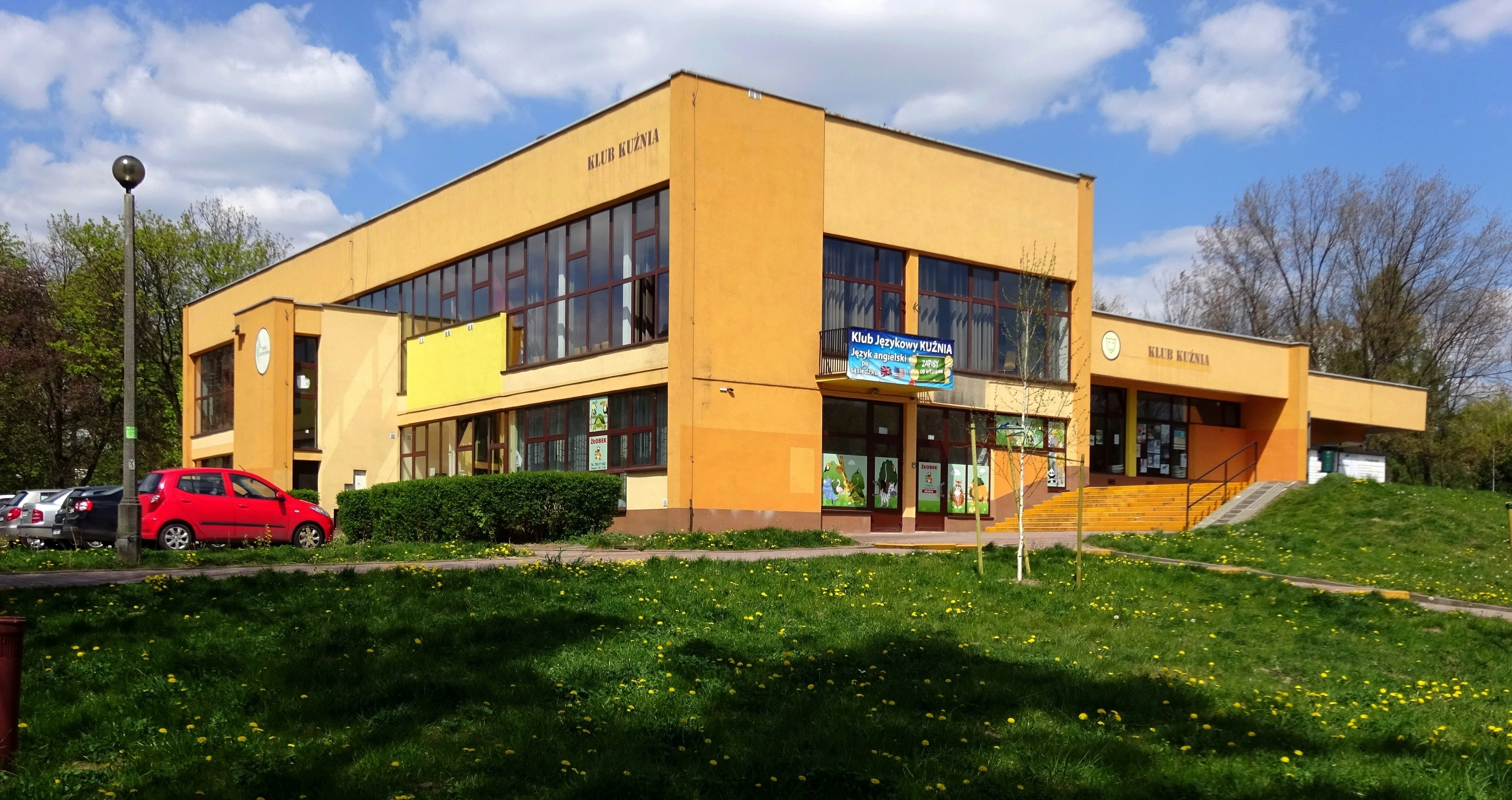
Pawilon edukacyjno-kulturalny
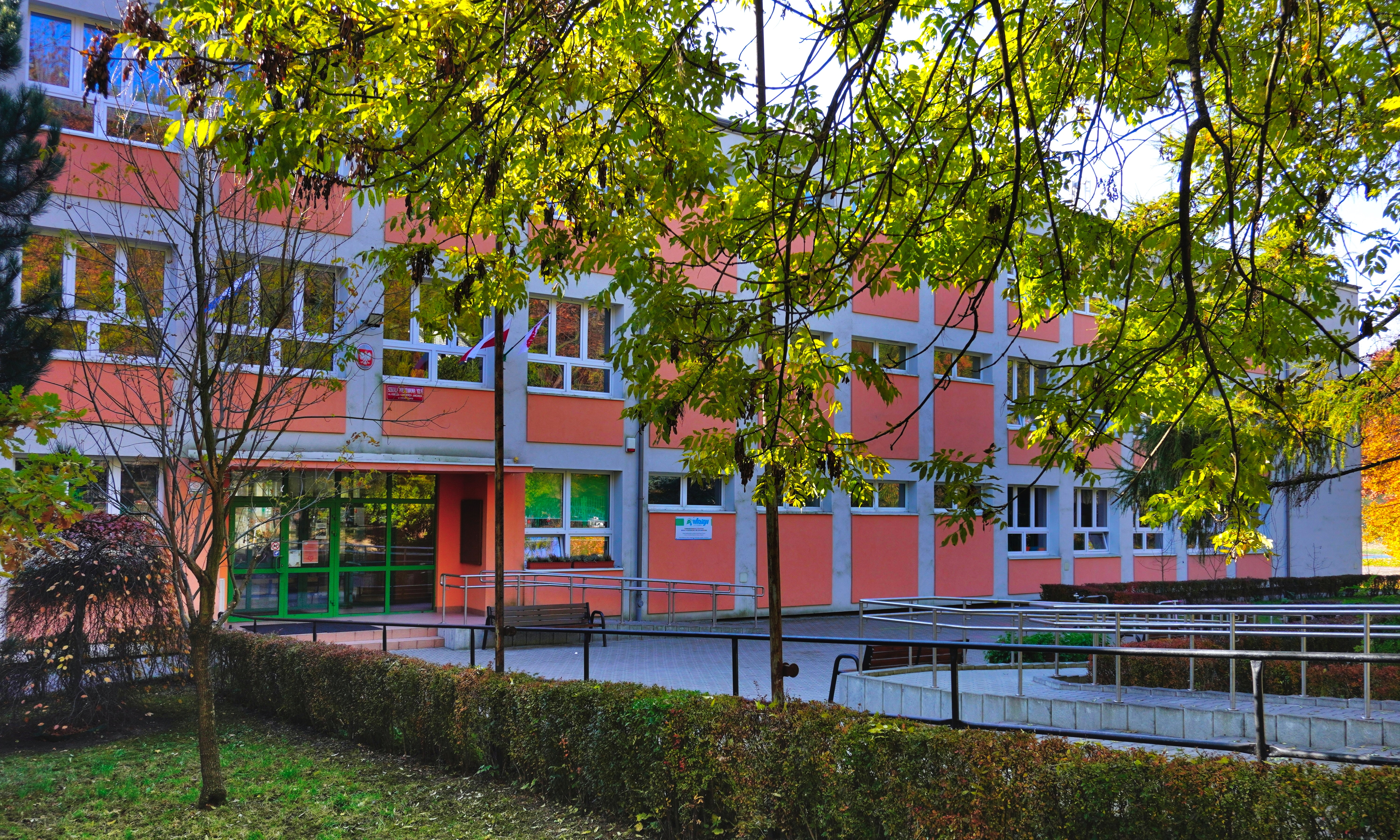
Szkoła Podstawowa nr 85
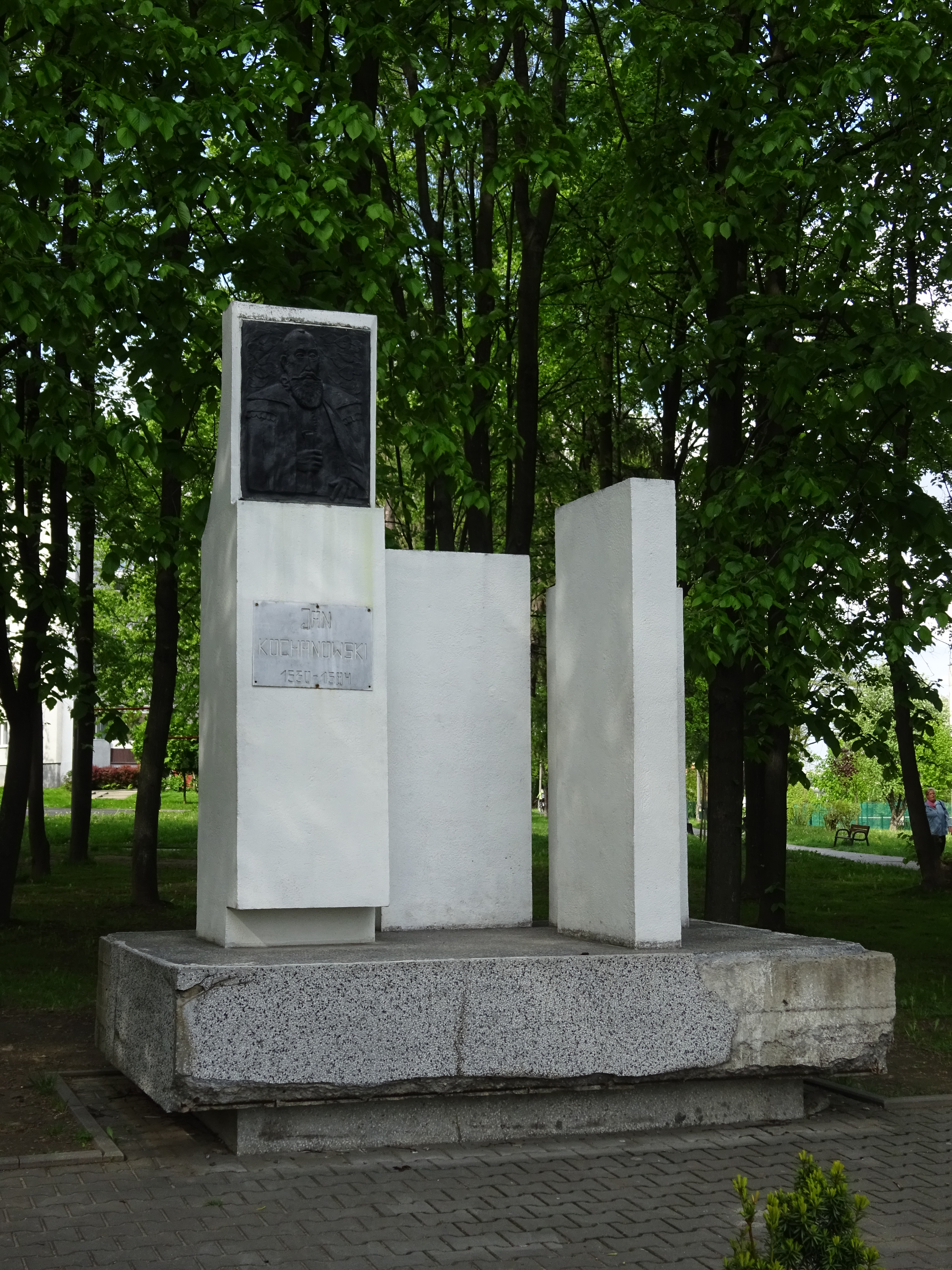
Pomnik Jana Kochanowskiego Janusz Danielak (1974)
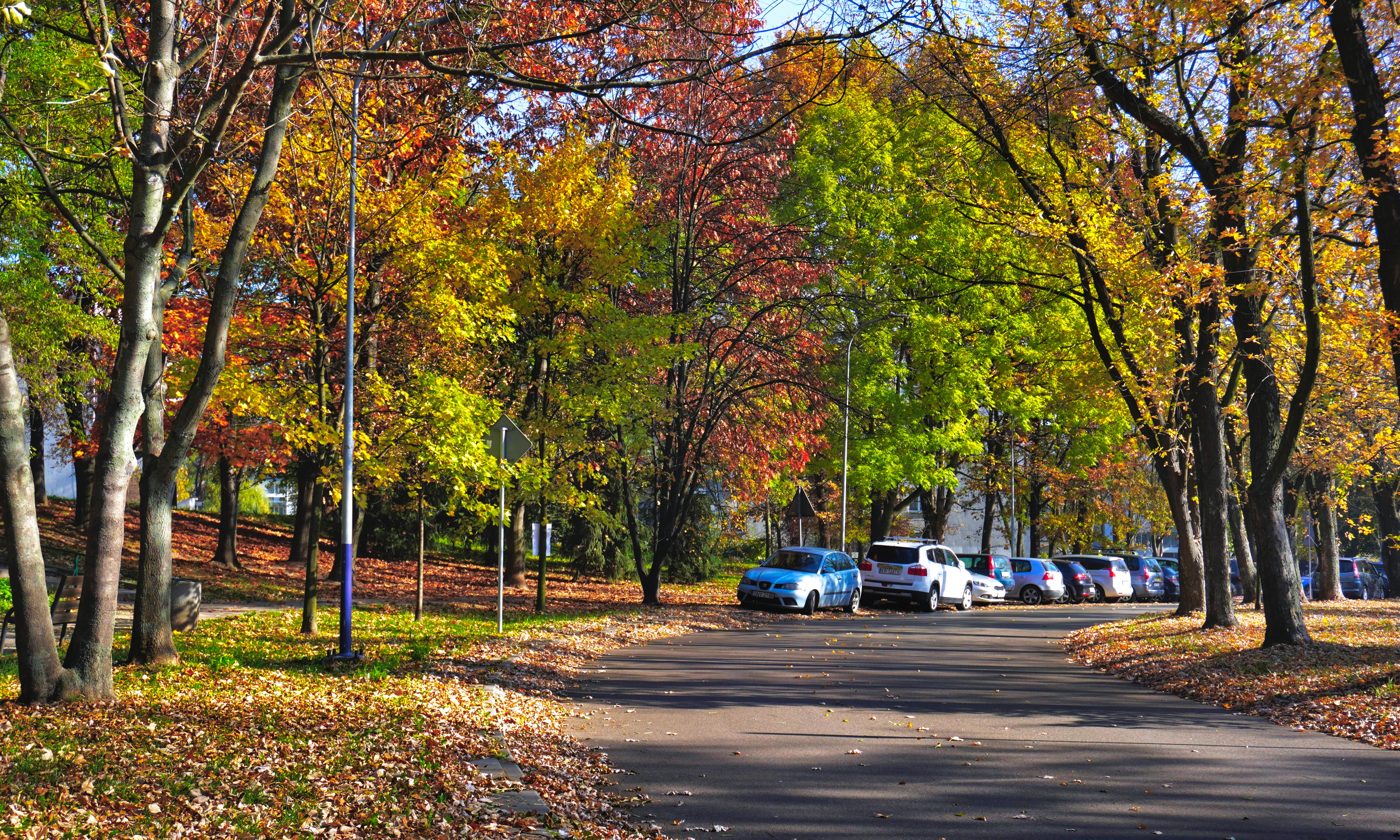
Ulica Wawelska
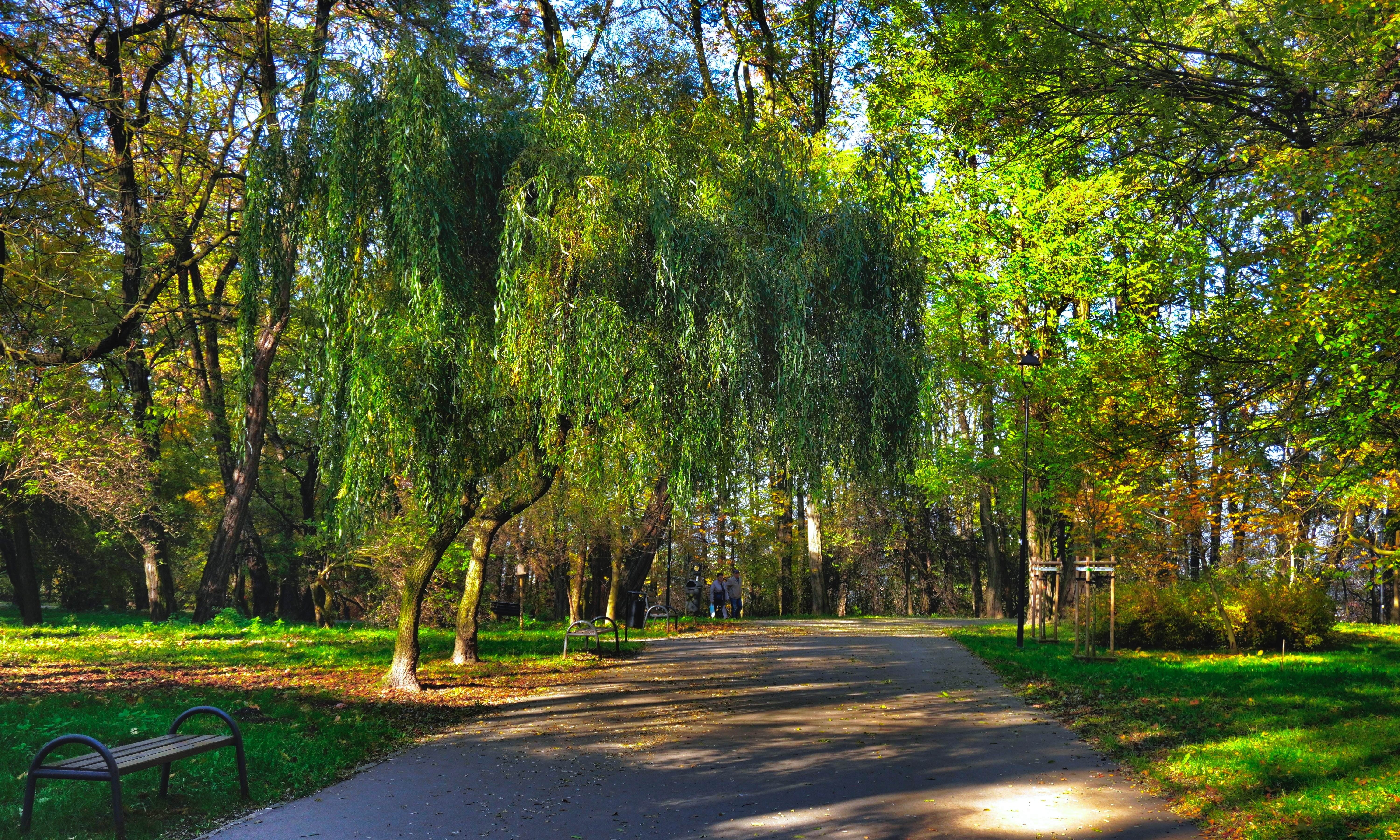
Park otaczający Fort Batowice

Główne ulice osiedla to: ul. ks. Jancarza, ul. Wawelska, ul. Czarnoleska oraz ul. Nagłowicka.
Osiedle graniczy z:
- od północy – wieś Batowice
- od zachodu – os. Srebrnych Orłów
- od wschodu – os. Bohaterów Września
- od południa – os. Tysiąclecia

## Zabytki
W północnej części osiedla znajduje się dziś park a w nim Fort Artyleryjski 48 „Batowice” pozostałość dawnego pierścienia umocnień austriackich z drugiej połowy XIX wieku w dość dobrym stanie. Na terenie parku i fortyfikacji znajdują się także pozostałości starodrzewia fortyfikacyjnego. W roku 2007 wpisano także kilka okazów drzew do rejestru zabytków przyrody z terenu osiedla Złotego Wieku. Fort 48 „Batowice” decyzją Wojewódzkiego Konserwatora Zabytków w Krakowie w roku 2008 został wpisany na listę zabytków architektury fortecznej.

## Miejsca rozrywki dla dzieci i młodzieży
- 3 duże place zabaw i wiele mniejszych
- 2 boiska przyszkolne + jedno w okolicach pętli autobusowej
- kilka miejsc do gry w koszykówkę
- zespół boisk wielofunkcyjnych przy Plantach Mistrzejowickich

Panorama z wieżowca

- stoły do ping-ponga
- park i aleje
- Klub „Kuźnia"
- biblioteki i czytelnie

## Handel i usługi

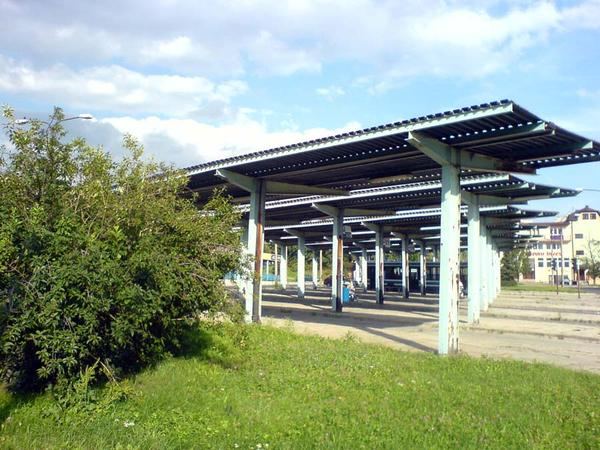
Pętla autobusowa pomiędzy osiedlami: Tysiąclecia, Oświecenia i Złotego Wieku

Na terenie osiedla znajduje się duży kompleks pawilonów handlowych oraz średniej wielkości plac targowy.

## Komunikacja
Po zachodniej części osiedla zlokalizowana jest duża pętla autobusowa. Po przeciwnej stronie ulicy księdza Jancarza na osiedlu Tysiąclecia zlokalizowana jest pętla tramwajowa.